# الامثال و الحکم المستخرجه من نهج‌البلاغه
الامثال و الحکم المستخرجه من نهج البلاغه کتابی از شیخ محمد غروی است که در سال ۱۳۶۵ منتشر و در مراسم کتاب سال جمهوری اسلامی ایران به‌عنوان کتاب برگزیده معرفی شد.